# Porosoma
Porosoma is een geslacht van uitgestorven zee-egels uit de orde Camarodonta. De verwantschap met andere geslachten uit de orde is nog onduidelijk.

## Soorten
- Porosoma batalleri Lambert, 1933 †
- Porosoma kahleri Collignon, 1930 †
- Porosoma lamberti Checchia-Rispoli, 1950 †
- Porosoma reesidei Cooke, 1953 †